# Pandemia de COVID-19 en Palaos
Se confirmó que la pandemia de COVID-19 había alcanzado a Palaos el 31 de mayo de 2021.

## Fondo
En diciembre de 2019 se identificó un nuevo coronavirus que causó una enfermedad respiratoria en la ciudad de Wuhan, provincia de Hubei, China, y se informó a la Organización Mundial de la Salud (OMS) el 31 de diciembre de 2019, que confirmó su preocupación el 12 de enero de 2020. La OMS declaró el brote de una Emergencia de Salud Pública de Importancia Internacional el 30 de enero y una pandemia el 11 de marzo.
La tasa de letalidad de COVID-19  es mucho menor que la del SARS, una enfermedad relacionada que surgió en 2002, pero su transmisión ha sido significativamente mayor, lo que ha provocado un número total de muertes mucho mayor.

## Cronología

### Febrero 2020
El entonces presidente de Palaos Thomas Remengesau emitió una orden ejecutiva que suspende todos los vuelos chárter desde China, Macao y Hong Kong del 1 al 29 de febrero.

### Marzo y abril de 2020
En marzo, las fronteras del país estaban cerradas. Las escuelas también fueron cerradas a partir de abril. Remengesau finalmente suspendió el viaje a Palau.
La orden también puso en cuarentena a todos los no ciudadanos que ingresaron recientemente al país durante catorce días.

### Abril 2021
El 1 de abril, Palaos y Taiwán establecieron una "burbuja de viajes", que permite a las personas viajar entre los dos países, con restricciones.

### Mayo 2021
El 31 de mayo, Palaos registró su primer caso de COVID-19. El ya presidente Surangel Whipps, dijo que el paciente tenía bajo riesgo de infectar a otros y que los contactos cercanos del paciente habían devuelto resultados negativos de la prueba. Whipps también destacó que la mayoría de la población había sido vacunada contra el SARS-CoV-2.

### Junio 2021
El 11 de junio, Palaos reporta un segundo caso de COVID-19.

## Vacunación
Los palauanos comenzaron a recibir vacunas contra la COVID-19 en 2021. Como miembro del Tratado de Libre Asociación con los Estados Unidos, Palaos ha recibido vacunas de la Operación Warp Speed. Según el Ministerio de Salud, la vacunación comenzó el 3 de enero y a partir del 12 de abril el 40% de la población estaba completamente vacunada. Para el 26 de mayo, se estima que el 96% de los adultos (de 18 años o más) en el país habían sido completamente vacunados.